# Mesochorus valdierius
Mesochorus valdierius är en stekelart som beskrevs av Schwenke 1999. Mesochorus valdierius ingår i släktet Mesochorus och familjen brokparasitsteklar. Inga underarter finns listade i Catalogue of Life.